# Proteoglican

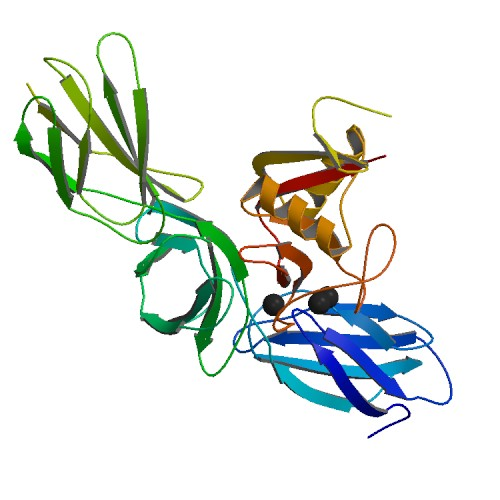
Aggrecanul, principalul proteoglican din cartilaj, este format din 2316 aminoacizi

Proteoglicanii sunt proteine care sunt puternic glicozilate. Unitatea de bază a proteoglicanului constă dintr-o proteină centrală cu unul sau mai multe lanțuri de glicozaminoglicani (GAG) atașate covalent. Punctul de atașare este un rest de serină (Ser) la care glicozaminoglicanul este unit printr-o punte de tip tetrazaharidă (de exemplu, sulfat de condroitină-GlcA-Gal-Gal-Xil-PROTEINĂ). Restul de Ser se află în general în secvența -Ser-Gly-X-Gly- (unde X poate fi orice rest de aminoacid, cu excepția prolinei), deși nu toate proteinele cu această secvență au un glicozaminoglican atașat. Lanțurile sunt polimeri glucidici lungi, liniari, care sunt încărcați negativ în condiții fiziologice datorită prezenței grupărilor sulfat și de acid uronic. Proteoglicanii apar în țesutul conjunctiv.